# Víctor Gandarilla Carrasco
Víctor Manuel Gandarilla Carrasco (Culiacán Rosales, Sinaloa, 20 de noviembre de 1944) es un político mexicano, que fue miembro del Partido Revolucionario Institucional (PRI). Fue en tres ocasiones diputado federal.

## Biografía
Es licenciado en Derecho y maestro en Derecho Social por la Universidad Nacional Autónoma de México (UNAM); fue catedrático de la Universidad Autónoma de Sinaloa (UAS) de 1987 a 1988. Miembro del PRI a partir de 1961, fue director juvenil del comité municipal del PRI en Cualicán.
En 1970 es elegido diputado federal suplente por el Distrito 3 de Sinaloa siendo propietario Renato Vega Alvarado, para la XLVIII Legislatura que tendría término en 1973. En 1971 es elegido en propiedad diputado al Congreso del Estado de Sinaloa para la Legislatura que concluiría en 1974. Sin embargo, Renato Vega Alvarado pedió y recibió licencia al cargo de diputado federal el 29 de septiembre de 1972 al ser nombrado oficial mayor del Departamento del Distrito Federal y el mismo día Víctor Gandarilla rindió protesta como diputado para concluir al legislatura al 31 de agosto de 1973.
Al concluir su periodo legislativo fue secretario auxiliar de Renato Vega Alvarado en la oficialía mayor del DDF de 1973 a 1975. En 1977 ingresa en la Secretaría de Gobernación donde ocupó los cargos de director del departamento de Demografía de 1977 a 1978, director del departamento de Personal de 1978 a 1979, y coordinador general de Asilados Políticos de 1979 a 1980. De 1980 a 1988 fue delegado en Sinaloa y en la región noroeste de la Compañía Nacional de Subsistencias Populares (CONASUPO), y de 1988 a 1993 fue secretario general de la Liga de Comunidades Agrarias y Sindicatos Campesinos de la Confederación Nacional Campesina en Sinaloa.
En 1988 fue candidato del PRI a senador suplente en primera fórmula por Sinaloa, siendo candidato a senador propietario Salvador Esquer Apodaca; resultaron elegidos para el periodo de 1988 a 1994 y que correspondió a las Legislaturas LIV y LV; Víctor Gandarilla no fue llamado nunca a ejercer la senaduría. En 1991 fue postulado candidato del PRI a diputado federal por Distrito 9 de Sinaloa, siendo elegido para la LV Legislatura de dicho año al de 1994, y en la que fue coordinador de los diputados de Sinaloa.
De 1993 a 1995 fue presidente estatal del PRI en Sinaloa. En 1995 fue elegido diputado a la LV Legislatura del Congreso del Estado para el periodo que concluyó en 1998. En 2000 fue postulado por tercer y última ocasión candidato a diputado federal por el Distrito 7 de Sinaloa, resultando elegido para la LVIII Legislatura que concluyó en 2003; en esta legislatura fue secretario de la comisión de Gobernación y Seguridad Pública; e integrante de la comisión de Presupuesto y Cuenta Pública.
El 16 de marzo de 2006 renunció a su militancia en el PRI y se sumó a la campaña de Andrés Manuel López Obrador a la presidencia de México en las elecciones de ese año, mismas en las que fue postulado candidato de la coalición Por el Bien de Todos a senador en primera fórmula; quedó en tercer lugar de las preferencias electorales, por lo que no le correspondió ocupar ninguna senaduría. El 18 de noviembre de 2016 fue nombrado delegado se la Secretaría de Gobernación en Sinaloa, cargo al que renunció el 31 de mayo de 2019.